# Megastigmus chamaecyparidis
Megastigmus chamaecyparidis är en stekelart som beskrevs av Kamijo 1958. Megastigmus chamaecyparidis ingår i släktet Megastigmus och familjen gallglanssteklar. Inga underarter finns listade i Catalogue of Life.